# Puchar Narodów Afryki 1957
Pierwsza edycja Pucharu Narodów Afryki odbyła się w dniach 10–16 lutego 1957 roku, w sudańskim Chartumie. Do rozgrywek początkowo zgłosiły się cztery zespoły, jednak reprezentacja RPA została zdyskwalifikowana z powodu apartheidu. Grano systemem pucharowym.

## Półfinały
| 10 lutego 1957 | Sudan · Manzul 58' | 1:2 | Królestwo Egiptu · Ateya 21' (k) · Ad-Diba 72' | Stade Municipal, Chartum · Widzów: 30,000 · Sędzia: Doubé ( Etiopia) |
|                |                    |     |                                                |                                                                      |

|  | Etiopia | wo. | Południowa Afryka |  |
|  |         |     |                   |  |

## Finał
| 16 lutego 1957 | Królestwo Egiptu Ad-Diba x4 | 4:0 | Etiopia | Stade Municipal, Chartum · Widzów: 30,000 · Sędzia: Youssef ( Sudan) |
|                |                             |     |         |                                                                      |

| Zwycięzca Pucharu Narodów Afryki 1957 Egipt 1. Tytuł |